# Tomasz Łęcki
Tomasz Łęcki (ur. 4 listopada 1966) – polski samorządowiec, historyk, burmistrz Murowanej Gośliny w latach 1998–2014, w latach 2014–2019 dyrektor Wielkopolskiego Muzeum Niepodległości, obecnie prezes Stowarzyszenia Dzieje i od 2019 dyrektor Muzeum Narodowego w Poznaniu.

## Życiorys
Od początku lat 90. związany z działalnością gminy – nauczyciel historii w szkole podstawowej oraz kierownik ds. rozwoju w Telewizji „Zielone Wzgórza”. W latach 1998–2014 czterokrotnie piastował urząd burmistrza Murowanej Gośliny. W latach 2010–2014 przewodniczący związku międzygminnego „Puszcza Zielonka”.
W 2018 r. został laureatem nagrody honorowej „Świadek Historii” przyznanej przez Instytut Pamięci Narodowej.
Przebieg kariery:
- od grudnia 2019: dyrektor Muzeum Narodowego w Poznaniu[2],
- 2015–2019: dyrektor Wielkopolskiego Muzeum Niepodległości,
- od 2011: prezes Stowarzyszenia Dzieje[3],
- 2009–2012: członek Komitetu Organizacyjnego, członek zarządu Stowarzyszenia Metropolia w Poznaniu, członek Rady Naukowej Centrum Badań Metropolitalnych na Uniwersytecie im. Adama Mickiewicza w Poznaniu[4],
- 2003–2011: wiceprzewodniczący Stowarzyszenia Gmin i Powiatów Wielkopolski,
- 1981–1998: aktywny instruktor harcerski, założyciel i członek władz krajowych Związku Harcerstwa Rzeczypospolitej[5].

## Odznaczenia
- Krzyż Oficerski Orderu Odrodzenia Polski – 2022[6]
- Order "Jedność i Wola" – Ukraina (2023; WGO "Kraina")[7][8]